# 蒂萨保尔科尼奥
蒂萨保尔科尼奥（匈牙利語：Tiszapalkonya）是匈牙利包尔绍德-奥包乌伊-曾普伦州所辖的一个村。总面积13.49平方公里，总人口1464，人口密度108.5人/平方公里（2011年1月1日）。